# Ero juhuaensis
Ero juhuaensis är en spindelart som beskrevs av Xu, Wang och Wang 1987. Ero juhuaensis ingår i släktet Ero och familjen kaparspindlar. Inga underarter finns listade i Catalogue of Life.